# 房彦谦
房彦谦（547年—615年6月16日），字孝冲，祖籍清河郡东武城县（今河北省衡水市故城县），出身清河房氏。房彦谦一生经历东魏、北齐、北周、隋四朝，终于隋泾阳县令任上。
七世祖房谌，在后燕担任太尉掾，随着慕容德南迁青州。高祖房法寿，曾擔任魏青、冀二州刺史。祖房翼，庄武伯、镇远将军、宋安太守。父房伯熊，清河内史。兄房彦诩，释褐仪同开府行参军，寻除殿中侍御史，改授青州法曹参军，行益都县事，寻除千乘县令。房彦谦行六，在十八歲時被广宁王高孝珩聘为主簿，清简守法，州境肃然。齐亡後，称病“归于家”，當時北朝政教严切，人士不敢隐退。开皇七年（587年），由刺史韦艺坚持推荐入朝廷，吏部尚书卢恺很看重他，授承奉郎，不久再迁监察御史。大业九年（613年），随隋炀帝至辽东，担任扶余道（今东北地区）监军，後因得罪權貴，迁为泾阳县令，卒於任上。
房彦谦工書法，楷法瘦劲宽博。有子房玄龄，他曾经和玄龄说过：“人皆因禄富，我独以官贫，所遗子孙，在于清白耳。”今山东省济南市历城区彩石镇西彩石村东北有房彦谦墓。

## 唐故徐州都督房公碑
立于唐贞观五年三月二日(公元631年)，李百药撰文，欧阳询隶书。碑首和碑身为一整块巨石，高约4米，宽约1.4米，厚0.4米。碑首凸雕螭龙。碑额篆书“唐故徐州都督房公碑”9个大字。

唐故都督徐州五州诸军事徐州剌史临淄定公房公碑铭并序

易称：“易之为书也，有天道焉，有人道焉。”故君子居则观其象，动则观其变。智以藏往，感而遂通。是以进退之数有方，存亡之几可口。昔贾生董相，怀王佐之才，子政〇〇，〇命世之道。并屯邅於世，故摈厌〇当年，轶风电以长鸣，绝云霓而铩翮。而乐天知命，顺时守道，体忠信而夷险阻，凭清静以安悔吝。虽逝川寂其浸远，而盛德久而愈新者也。玉质金相，求益友於千载；兰〇桂馥，想同气於九原。则有之〇〇怀庶几之道，详观出处之迹。可以追踪胜业，继踵清尘者，其惟都督临淄定公焉。

公讳彦谦，字孝沖，清河人也。七世祖谌，燕太尉掾，随慕容氏南度寓於齐土，宋元嘉中，以齐郡之西部置东冀州东清河郡绎幕县，仍为此郡县人。至於简侯，又於东广川郡别立武强县，今子孙居之。丹陵诞圣，祥发庆灵，虞舜受终，光启侯服，导原注壑，若泻河汉之流，竦构干霄，如仰嵩华之峻。汉司空植，公之十三世祖也。积德固其宗祊，纯嘏贻其长世，公侯之门必复，繁衍之祚攸归。高祖法寿，宋大明中，州主簿、武贲中郎将、魏郡太守，立功归魏，封庄武侯、使持节龙骧将军、东冀州刺史，薨赠前将军、青州刺史，谥简侯，魏书有列传。重价香名，驰声南北，弘材秘略，兼姿文武。曾祖伯祖，州主簿，袭爵庄武侯，齐郡内史、幽州长史，仍行州事。衣锦训俗，露冕怀戎，累仁义而成基，处脂膏而不润。祖翼，年十六，郡辟功曹，州辟主簿，袭爵庄武伯，宋安太守，居继母忧，庐於墓次，世承蒙嫡之重，门贻旌表之贶，乡闾之敬，有过知耻，宗族所尊，不口而肃。父伯熊，年廿，辟开府行参军，仍行本州清河、广川二郡太守事。风神英迈，器量沈远。寝门之内，捧檄以慰晨昏；山泽之间，单车以清寇乱。公禀元精之和气，体淳粹之淑灵，心运天机，性与道合，温良恭俭，应言行之〇，神采风尚，出仪形之表，博极图书，兼综遗逸，正经义训，持所留怀，绝简研几，下帷覃思，尽探隅隩，毕诣精微，或致玄白之讥，非止春秋之僻，吉凶礼制，今古异同，莫不穷敫根原，详悉指要。内外亲表，远近学徒，负笈拥帚，质疑去惑。公凝神虚受，函丈无倦，声〇〇苔，幽名对盈。自迁定齐土，家已重世。班懿十纪，旌旗之盛未多；陈完八叶，鸣凤之祥斯在。况复里称冠盖，庭茂芝兰，行则结驷连骑，居则撞钟列鼎。虽范蠡货财，本轻卿相，阴家仆隶，旧比封君，不之过也。公闭心闲馆，以风素自居，清虚味道，沈冥寡欲，恭敬以撙节，退让以明礼。潜隐之操，始擅於州闾；高亮之风，日闻於海内。於是群公仰德，邦君致礼。物〇斯辩，旌〇盈涂。郡三辟功曹，州再辟主簿，其後不得已而从命。公明天人之际，述尧舜之道，其处也，将委质众妙之门，栖神不死之地。其出也，将弘奖名教，博利生民，舟楫可期，英灵有感，州郡〇职非其志焉，然公以周隋禅代之交，纪纲弛紊，亦既从政，便以治乱为怀，眷言州壤，在情弥切，乃整齐风俗，申明狱讼，进善黜恶，导德齐礼。虽在乡国，若处王朝。政教严明，吏民悦伏。见危拯难，临财洁已。利物之〇不自德，不贪之宝，必畏人知。开皇初，频诏搜扬人物，秦王出〇京洛，致书辟召，州县并苦相敦逼，公辞以痼疾，且得遂情偃仰。其後隋文帝忌惮英俊，不许晦迹邱园。公且权维絷，方应荐举，七年始入京省，授吏部承奉郎。是时齐朝资荫，不复称叙，鼎贵高门，俱从九品释褐。朝廷以公望实之重，才艺之优，故别有此授，以明则哲之举。俄迁监察御史，每杖节巡省，纠逖奸慝，以存公正。〇〇〇〇转授秦州总管录事参军事。汉阳重镇，京辅户门，管辖一方，允斯盛选。寻以朝集入京，与左仆射齐公总论考课之法，黜陟之方。齐公对岳牧以下，大相叹服。其後具以公言敷奏。仍有升擢之辟，〇非知己之主，竟不能见用，左迁许州长葛县令。公镇之以清静，文之以礼乐，讼以道息，灾因德弭，百姓感悦，咸不忍欺。爱之如慈亲焉，敬之如神明焉。繦负知归，颂声载路。解代之后，吏民追思惠政，树碑颂德。在长葛秩未满，以考绩尤异，迁鄀州司马。此州荆邓之郊，华夷踳杂，〇俗残犷，〇情憸诐。公化之以仁爱，敦之以淳厚，期月之间，咸知迁革。寻以州废，解任言归。夜观星象，昼察人事，知天地之将闭，望箕颍以载怀。乃於蒙山之阴，结构岩穴，非唯在乎避世，固亦潜以相时。然大业之初，始班新令，妙选贤良为司隶刺史。公首膺斯举，有诏追赴京洛。公以朝纲浸以颓坏，此职亦是弘济之一方，便起而就征。揽辔登车，即有澂清天下之志。於是激浊扬清，风驰草偃。行能之类，望景以听升迁；苛暴之徒，承风而解印绶。进擢者縻爵不致谢言，绳纪者受刑而无怨色。自非道在至公，信以被物，其孰能与於此焉？既而〇政陵夷，小人道长，忠言靡用，正士无施。大业十一年出为泾阳县令，未几而遘疾。粤以其年岁次乙亥（615年）五月壬辰朔十五日景午，终於官舍，春秋六十有九。降生一子，光辅帝唐，叶赞璇玑，参调玉烛，皇上情深遗烈，用佇想於夷门；眷言才子，便有怀於聿焕。贞观三年十有二月。乃下诏曰：“纪功褒德，列代通典，崇礼饰终，著在方策。隋故司隶刺史房彦谦，世袭簪缨，珪璋特秀，温恭好古，明闲治术，爰在隋季，时属卷怀，未遂通涂，奄从运往，以忠训子，义〇过庭，佐命朝端，业隆功茂，宜锡以连率，光被九原，可赠使持节都督徐泗仁谯沂五州诸军事徐州刺史。”四年十一月，又发诏追封临淄公，食邑一千户，谥曰定公，礼也。粤以五年岁次辛卯三月庚申朔越二日辛酉，安措於本乡齐州亭山县赵山之阳。惟公风格凝整，神理沈邃，内怀温润，外照光景，追思仪范，暧似文成之图；邈想风猷，懔若相如之气。时逢战争，术益从横，或耻问仁，用安嘉遯，收文武之将坠，殊山林而忘反。是故销声贵里，隐异迷邦，戢曜高门，处非绝俗，优柔六艺，纷纶百氏，采绝代之阙文，总前修之博物。虽昔之明，实沈之崇，识疏属之神，辩〇鼠於汉朝，彰委迤于於霸业，无以尚也。彫虫小技，曾未〇怀，时有制述，将符作者，致极宏远，词穷典丽，足以克谐声律，感召风云，岂唯白雪阳春，郢中寡和而已？永唯书契之始，乃眷蹏跂之迹，草隶之妙，冠绝当时。〇〇幼年，孝友惇至，未离襁褓，便遭极罚，裁有所识，〇访家人，发言号绝，不自胜处。年十有五，出後傍宗，深惟鞠养之慈，将阙晨昏之礼。辞违之辰，感切行路。及就养左右，不异所生。两门丧纪，并逾制度。哀毁之至，声被朝野。〇以期功之感，甘旨未尝，朋友之丧，远近毕赴，人伦之纪，礼法之隆，近古以来，未之有也。且复留连宴赏，提携臭味，登山临水，必动咏言，清风朗月，未空樽酒，宾游满席，且得王〇之孙，门阀〇通，时许慈明之御，指国无倦，解表未已，仁义〇厚，资产屡空。以斯器望，穷兹至道，谓宜俯拾青紫，增曜台阶。而止类太丘，弘道下邑，遽同子产，空闻遗爱，报施之理，何其爽欤？若夫死生者形骸之劳息，殀寿者大化之自然。固知命之不忧，岂居常而为累也？然行周於物，寒暑不能易其心；智周於身，变通不能穷其数。而灵祇多忍，幽明永隔，散精气於风烟，委容质於泉壤，可不哀哉？於是四方同志之士，百里怀音之客，式遵盛烈，共勒丰碑。百药爰以畴昔，妄游兰芷，宁谓正始之音，一朝长谢，师资之德，百舍无从，义绝宾阶，哀缠宿草，思效薄技，觊申万一，仰惟治身之术，立德之基，固系辞可以尽言，岂言之而无愧也。乃为铭曰：

遐观方册，历选人伦。名固难假，德必有邻。颜闵遗迹，曾史芳尘。同声比义，允属通人。於铄通人，纂尧膺庆，司空规矩，民胥攸训。地灵贻福，天齐分命。世祚有徵，重光无竞。显允君子，丕承宠光。灵河擢秀，日观含章。元门味道，幽谷迷方。陆沈通德，朝隐康庄。仪凤潜灵，彫龙振藻。弘之在人，一变至道。昭章〇训，寂寥玄草。文质彬彬，波澜浩浩。齐物无待，随时吐曜。导俗澂原，训民居要。州将贻喜，邦君长啸。乃眷韬钤，还归渔钓。三径虽阻，八紘方密。僶俛末班，逶迤下秩。司宪邑宰，循名责实。御众以宽，在刑惟恤。履斯异行，乘世丕基。才高位下，有志无时。和光偶俗，诞命膺期。〇扬投贾，唯兹在兹。树德不已，颂仁无斁。遗构有凭，高门以辟。眷言上寿，方期永锡。载伫太阶，翻归厚夕。义高表墓，道贵扬名。式昭文物，用纪哀荣。抽簪故吏，制服诸生。一刊圜石，万〇飞声。

碑阴

公之将葬，恩旨重叠，賵赠优渥，〇〇〇〇公及夫人，并令所司营造马辇，各给四马，从京师洛阳殡所送至本乡。其车辂仪仗出怀洛二州，给船载运，绝道人力至於墓所。仪从钱〇有阙〇者，又发敕令，以官物修补。又文官式令例无鼓角，亦特给送至於葬所。又於常令给墓夫之外，别加兵千功役，临葬〇复降敕使驰驿祭以少牢。前後为供葬事，发敕旨行笔十有二条。近代以来，恩荣褒赠，未有若此者也。中外姻戚，海内名士，并故吏门生，千里赴会，〇及州里道俗二千馀人。

太子左庶子安平男李百药撰

太子中允〇〇〇〇欧阳询书

## 延伸阅读
[在维基数据编辑]
 《隋書·卷66》，出自魏徵《隋书》